# (9849) 1990 RF2
A (9849) 1990 RF2 a Naprendszer kisbolygóövében található aszteroida. Henry Holt fedezte fel 1990. szeptember 14-én.